# 橋本奈々未
橋本 奈々未（はしもと ななみ、1993年〈平成5年〉2月20日 - ）は、日本の元アイドル、元ファッションモデルであり、女性アイドルグループ乃木坂46の元メンバー、『CanCam』の元専属モデルである。北海道旭川市出身。

## 来歴
1993年（平成5年）2月20日、北海道旭川市で生まれる。母親は「怜奈（れいな）」と名づける予定だったが、友人が先に使用してしまったため、父親が「なな」という名にこだわり「奈々未」と名づけた。父親が「ナナ」と呼びたかったため「奈々」と考えたが、母親は何かが足りないと思い、一音付け足した時に「ななみ」が最もしっくりきたため「奈々未」と名づけた。実家はガス・水道・電気が料金滞納で止まるなど日常茶飯事で、本人も『乃木坂工事中』（テレビ愛知）で明言しているほど貧乏だったが、教育熱心な家庭に育ち、幼稚園児時代から平仮名や掛け算を習い、基礎学力を叩き込まれた。
小学4年生の時、全国模試で1位を獲得した。その頃の将来の夢は公務員、弁護士だった。小学6年生の時、身長が163センチあったことから小学校のバスケットボールクラブに所属し、レギュラーで出場した。中学生時代はバスケットボール部の副部長を務めた。中学校を卒業後、北海道旭川西高等学校へ進学し、バスケットボール部のマネージャーを務めた。その頃から日本のバスケットボールリーグやNBAを観るのが好きだった。高校2年生の夏、マネージャーを務めていたバスケットボール部がインターハイに出場した際、生まれて初めて北海道を出た。高校3年生の夏、バスケットボール部のマネージャーを引退後、居酒屋、焼肉屋のアルバイトをしながら、進路を考え、美術大学へ進学することを決めた。
高等学校を卒業後、空間デザインを学ぶために、東京の美術大学へ進学した。2011年の春、上京後、親に頼りたくなかったため、大学の学費や生活費をすべて自己負担としつつ節約して生活していたが、北海道に比べて東京の美容室の値段は高く、カットするだけで食費2週間分の費用が掛かることからカットモデルを始めた。乃木坂46加入時にショートカットだったのはこのためである。奨学金は学費につぎこみ、生活費はアルバイトで稼いだ。しかし、それでも生活は厳しく、おにぎり1個の生活が続き、また大学の勉強を通じて自分の居場所や信念に疑問を抱き始めたため、大学1年生の夏、ロケ弁欲しさに、インターネットで乃木坂46の1期生オーディションを見つけ、応募した。
2011年（平成23年）8月21日、乃木坂46の1期生オーディションに合格、オーディションではアンダーグラフの「ツバサ」を歌った。暫定選抜メンバーに選ばれ、立ち位置は前列だった。オーディションは事前練習なしで受験し、面接官の「得意な動きをしてください」というとっさの求めにブリッジを披露した。合格後、芸能界に入る覚悟をもって受験したわけでなかったため、生活が一変したことにより悩むこともあった。
2012年（平成24年）2月22日、乃木坂46の1stシングル「ぐるぐるカーテン」でCDデビューした。5月2日、乃木坂46の2ndシングル「おいでシャンプー」のカップリング曲「偶然を言い訳にして」で初のユニットを務めた。
2013年（平成25年）1月13日、乃木神社で成人式を迎えた。4月7日、テレビドラマ『BAD BOYS J』（日本テレビ）にヒロインの由本久美役でレギュラー出演を開始した。4月8日、『ZIP!』（日本テレビ）の「川柳女子」のコーナーにOL役としてレギュラー出演を開始した。7月8日、月9ドラマ『SUMMER NUDE』（フジテレビ）に石狩清子役で出演した。乃木坂46のメンバーによる月9ドラマへの単独出演は生田絵梨花に次いで2人目、レギュラー出演としては橋本が初だった。
2014年（平成26年）仕事上の都合で通学が困難になり、美術大学を中退した。8月25日、公式ブログでアナフィラキシーで入院したことを公表した。原因は不明で地方公演はすべてキャンセルし、東京公演復帰を目指した。
2015年（平成27年）3月23日、ファッション誌『CanCam』（小学館）の専属モデルに起用された。4月、『World Baseballエンタテイメント たまッチ!』（フジテレビ）の5代目アシスタントに抜擢されたことが発表された。8月28日、初のソロ写真集『やさしい棘』を発売した。写真集は週間推定売上2万607部を記録し、同年9月7日付のオリコン週間ランキングのBOOK総合部門で4位、写真集部門で1位を獲得した。
2016年（平成28年）10月17日、乃木坂46の16thシングル「サヨナラの意味」で初のセンターを務めることが発表された。10月20日、『乃木坂46のオールナイトニッポン』（ニッポン放送）で2017年2月20日を目処に乃木坂46を卒業し、芸能界から引退する意向を表明した。引退理由は家庭の経済状況が変わり、弟の大学費用も免除され、母親から「無理しないで好きなことをしてください」と言われたからである。11月9日、乃木坂46の16thシングル「サヨナラの意味」の収録曲「ないものねだり」で初のソロ曲を務めた。
2017年（平成29年）2月1日、ソロ写真集『2017』のTwitterアカウントを開設。2月5日、乃木坂46として最後の握手会を終えた。2月20日、ソロ写真集『2017』（小学館）を発売、タイトルは秋元康が提案し、橋本が決定した。同日、24歳の誕生日に開催された『乃木坂46 5th YEAR BIRTHDAY LIVE〜橋本奈々未 卒業コンサート〜』（さいたまスーパーアリーナ）をもってグループから卒業し、芸能界を引退。その後、ラジオ番組『SCHOOL OF LOCK!』（TOKYO FM）で自身がパーソナリティーを務めるコーナー「橋本奈々未のGIRLS LOCKS!」の事前収録された内容が放送され、芸能界最後の言葉として「したっけー」（北海道弁で「じゃあ」）を残し、同放送をもって乃木坂46の活動を終了。3月31日、公式ブログが閉鎖された。
2024年（令和6年）4月1日、ソニー・ミュージックエンタテインメントに入社。

## 人物
愛称は、ななみん。4つ下の弟がいる。父親の誕生日も本人と同じ2月20日である。椎名軽穂は親戚。シンガーソングライターの瀬川あやかは高校の同級生。
2011年頃、自分の部屋を深いオレンジ色と茶色で統一していた。ライターの篠本634に「橋本奈々未はアイドル界の新ストライクゾーン」と称された。

### 趣味・嗜好
趣味は読書、バスケットボール観戦、散歩、長風呂。読書は小学4年生の頃にガリレオ・ガリレイや徳川家康などの伝記を読みあさった。地元の北海道旭川市が作品にたびたび登場する村上春樹の作品を好み、なかでも『ノルウェイの森』は何度も読み返した。その他、小路幸也の『HEARTBEAT』も好む。おすすめの小説は朝井リョウの『武道館』。井上雄彦の漫画『SLAM DUNK』で好きな登場人物は桜木花道。
好きな食べ物はエスニック系、海鮮、果物、生肉（特にレバ刺し）、ラーメン。好きなロケ弁はオーベルジーヌ「海老カレー」、金兵衛「銀だら西京漬け焼き弁当」、叙々苑「カルビ弁当」、喜山飯店「お弁当Aメニュー」、バタール「アメリカンチキン丼」。
好きな音楽はロックで、キュウソネコカミやマキシマム ザ ホルモンを聴く。心に残っている大切な曲は、ゆらゆら帝国「ゆらゆら帝国で考え中」、銀杏BOYZ「漂流教室」、フジファブリック「赤黄色の金木犀」、くるり「東京」、BUMP OF CHICKEN「グロリアスレボリューション」。好きなバンドはBUMP OF CHICKEN、RADWIMPS、フジファブリック、ゆらゆら帝国、ナンバーガール、スピッツ、くるり、ELLEGARDEN。BUMP OF CHICKENは、音楽やバンドを好きになるきっかけとなったアーティストで小学生の頃から大好き。
好きな色はカーキ、ネイビー。好きな映画は『アヒルと鴨のコインロッカー』、『リリイ・シュシュのすべて』、『時をかける少女』。桑田真澄のファンでウィキペディアの桑田の記事を読んで涙する。憧れのモデルは水原希子。

### 特長・特技
特長は嗅覚が鋭いこと。嗅覚は自称犬並みで、乃木坂46のメンバーを臭いで嗅ぎ分ける。特技はけん玉、ホイッスルを吹くこと。得意料理は汁物、豚とタマネギとキノコの炒め物。
保有資格は色彩検定3級、珠算検定準2級、語彙・読解力検定準2級で、自動車運転免許、アロマテラピー検定、料理検定の取得も考えている。その他、MacBook Proを所有しており、美術大学の授業を通じてAdobe PhotoshopやAdobe Illustratorの経験がある。

### 乃木坂46
乃木坂46の御三家、検定八福神、an・an美脚選抜、メガネ選抜。
乃木坂46の初のCMである明治の手づくりチョコレートでは「そっちこそ」という台詞が棒読みであったと周囲から指摘され、そのイメージの払拭を当面の目標とした。推したいメンバーは深川麻衣。
2014年4月13日、千葉県・幕張メッセで行われた8thシングル「気づいたら片想い」発売記念の全国握手会で交換留学生（当時）として加入していた松井玲奈を「松井」と呼び捨てしてしまい、後日5月18日放送の『乃木坂って、どこ?』で松井に「『松井』って呼んでも良いんだよ」と触れられ、困惑してしまったというエピソードがある。
乃木坂46で好きな曲は「生まれたままで」、「Tender days」、「転がった鐘を鳴らせ!」。好きなミュージック・ビデオは「生まれたままで」、「シークレットグラフィティー」、「サヨナラの意味」。「生まれたままで」は自身の参加曲ではないが自身の卒業ライブでは本来のセンターであり、かつ誕生日が同じ（2月20日）伊藤万理華とともにダブルセンターでパフォーマンスした。

## 作品

### シングル
乃木坂46
- ぐるぐるカーテン（2012年2月22日、SRCL-7900/6） - EAN 4988009051567。
- 乃木坂の詩（2012年2月22日、SRCL-7900/1） - EAN 4988009051550。
- 会いたかったかもしれない（2012年2月22日、SRCL-7902/3） - EAN 4988009051567。
- 失いたくないから（2012年2月22日、SRCL-7904/5） - EAN 4988009051581。
- 白い雲にのって（2012年2月22日、SRCL-7906） - EAN 4988009051598。
- おいでシャンプー（2012年5月2日、SRCL-7966/72） - EAN 4988009052250。
- 心の薬（2012年5月2日、SRCL-7966/72） - EAN 4988009052250。
- 偶然を言い訳にして（2012年5月2日、SRCL-7966/7） - EAN 4988009052243。
- ハウス!（2012年5月2日、SRCL-7972） - EAN 4988009052298。
- 走れ!Bicycle（2012年8月22日、SRCL-8058/64） - EAN 4988009052892。
- せっかちなかたつむり（2012年8月22日、SRCL-8058/64） - EAN 4988009052892。
- 人はなぜ走るのか?（2012年8月22日、SRCL-8060/1） - EAN 4988009052892。
- 音が出ないギター（2012年8月22日、SRCL-8062/3） - EAN 4988009052908。
- 制服のマネキン（2012年12月19日、SRCL-8201/8） - EAN 4988009056456。
- 指望遠鏡（2012年12月19日、SRCL-8201/8） - EAN 4988009056432。
- 指望遠鏡〜アニメ版〜（2012年12月19日、SRCL-8208） - EAN 4988009056487。
- 君の名は希望（2013年3月13日、SRCL-8253/9） - EAN 4988009080840。
- シャキイズム（2013年3月13日、SRCL-8253/9） - EAN 4988009080833。
- ロマンティックいか焼き（2013年3月13日、SRCL-8253/4） - EAN 4988009080833。
- でこぴん（2013年3月13日、SRCL-8257/8） - EAN 4988009080857。
- ガールズルール（2013年7月3日、SRCL-8315/21） - EAN 4988009084725。
- 世界で一番 孤独なLover（2013年7月3日、SRCL-8315/21） - EAN 4988009084725。
- 人間という楽器（2013年7月3日、SRCL-8321） - EAN 4988009084756。
- バレッタ（2013年11月27日、SRCL-8423/30） - EAN 4988009087887。
- 月の大きさ（2013年11月27日、SRCL-8423/30） - EAN 4988009087887。
- そんなバカな・・・（2013年11月27日、SRCL-8425/6） - EAN 4988009087894。
- やさしさとは（2013年11月27日、SRCL-8429） - EAN 4988009087917。
- 月の大きさ〜アニメ版〜（2013年11月27日、SRCL-8430） - EAN 4988009087924。
- 気づいたら片想い（2014年4月2日、SRCL-8520/6） - EAN 4988009092270。
- ロマンスのスタート（2014年4月2日、SRCL-8520/6） - EAN 4988009092270。
- 吐息のメソッド（2014年4月2日、SRCL-8520/1） - EAN 4988009092270。
- 孤独兄弟（2014年4月2日、SRCL-8522/3） - EAN 4988009092294。
- 夏のFree&Easy（2014年7月9日、SRCL-8563/9） - EAN 4988009094229。
- 何もできずにそばにいる（2014年7月9日、SRCL-8563/9） - EAN 4988009094229。
- その先の出口（2014年7月9日、SRCL-8563/4） - EAN 4988009094212。
- 何度目の青空か?（2014年10月8日、SRCL-8621/7） - EAN 4988009097251。
- 転がった鐘を鳴らせ!（2014年10月8日、SRCL-8621/2） - EAN 4988009097251。
- Tender days（2014年10月8日、SRCL-8627） - EAN 4988009097299。
- 命は美しい（2015年3月18日、SRCL-8780/6） - EAN 4988009104515。
- 立ち直り中（2015年3月18日、SRCL-8780/1） - EAN 4988009104461。
- 太陽ノック（2015年7月22日、SRCL-8840/6） - EAN 4988009110790。
- 魚たちのLOVE SONG（2015年7月22日、SRCL-8840/1） - EAN 4988009110714。
- 羽根の記憶（2015年7月22日、SRC7/6） - EAN 4988009110837。
- 今、話したい誰かがいる（2015年10月28日、SRCL-8910/6） - EAN 4988009116761。
- ポピパッパパー（2015年10月28日、SRCL-8910/1） - EAN 4988009116747。
- 悲しみの忘れ方（2015年10月28日、SRCL-8914/5） - EAN 4988009116761。
- ハルジオンが咲く頃（2016年3月23日、SRCL-9025/33） - EAN 4988009124896。
- 急斜面（2016年3月23日、SRCL-9027/8） - EAN 4988009124902。
- 裸足でSummer（2016年7月27日、SRCL-9138/44） - EAN 4988009130446。
- 僕だけの光（2016年7月27日、SRCL-9138/44） - EAN 4988009130446。
- サヨナラの意味（2016年11月9日、SRCL-9258/66） - EAN 4547366278866。
- 孤独な青空（2016年11月9日、SRCL-9258/66） - EAN 4547366278866。
- ないものねだり（2016年11月9日、SRCL-9266） - EAN 4547366278903。

まゆ坂46
- ツインテールはもうしない（2012年7月25日、SRCL-8030/1） - EAN 4988009052632。

### アルバム
乃木坂46
- 透明な色（2015年1月7日、SRCL-8662/7） - EAN 4988009099934。
- それぞれの椅子（2016年5月25日、SRCL-9078/86） - EAN 4988009128580。
- 生まれてから初めて見た夢（2017年5月24日、SRCL-9437/44） - EAN 4547366307825。
- Time flies（2021年12月15日、SRCL-12020/30） - EAN 4547366534184。

### 映像作品
- 橋本奈々未×三木聡（2012年2月22日） - EAN 4988009051567。
- 橋本奈々未×杉本達（2012年5月2日） - EAN 4988009052250。
- AKB48 リクエストアワー セットリストベスト100 2012（2012年6月13日） - EAN 4580303210611。
- さばドル（2012年7月25日） - EAN 4534530055859。
- 橋本奈々未×金子茂樹（2012年8月22日） - EAN 4988009052892。
- 橋本奈々未（2012年12月19日） - EAN 4988009056456。
- 指原莉乃プロデュース『第一回ゆび祭り〜アイドル臨時総会〜』（2012年12月26日） - EAN 4988064916603。
- 橋本奈々未×湯浅弘章（2013年3月13日） - EAN 4988009080840。
- 16人のプリンシパル@PARCO劇場ダイジェスト（2013年7月3日） - EAN 4988009084725。
- 初夏の全力! 乃木坂46大運動会（2013年7月3日） - EAN 4988009084732。
- Making of 6th Single（2013年7月3日） - EAN 4988009084749。
- BAD BOYS J（2013年9月11日） - EAN 4988021719872。
- 橋本奈々未×中島和哉・菊池浩史（2013年11月27日） - EAN 4988009087894。
- 乃木坂46 1ST YEAR BIRTHDAY LIVE 2013.2.22 MAKUHARI MESSE（2014年2月5日） - EAN 4988009090900。
- NOGIBINGO!（2014年3月7日） - EAN 4988021109758。
- LOVE理論（2014年3月19日） - EAN 4988013616967。
- Creator's Etude 権八成裕編（2014年4月2日） - EAN 4988009092270。
- 劇場版 BAD BOYS J -最後に守るもの-（2014年5月28日） - EAN 4988021713108。
- 橋本奈々未×熊坂出（2014年7月9日） - EAN 4988009094229。
- SUMMER NUDE（2014年7月12日） - EAN 4988632147255。
- NOGIBINGO!2（2014年9月12日） - EAN 4988021299015。
- 24時間女優 -待つ女- 第7回 橋本奈々未×栢菅翼（2014年9月17日） - EAN 4988013045781。
- 橋本奈々未（2014年10月8日） - EAN 4988009097251。
- 白石麻衣&橋本奈々未（2015年3月18日） - EAN 4988009104515。
- NOGIBINGO!3（2015年4月24日） - EAN 4988021729635。
- 乃木坂46 2ND YEAR BIRTHDAY LIVE 2014.2.22 YOKOHAMA ARENA（2015年6月17日） - EAN 4988009110134。
- 齋藤飛鳥&橋本奈々未（2015年7月22日） - EAN 4988009110790。
- 橋本奈々未の『推しどこ?』（2015年9月30日） - EAN 4988009115313。
- NOGIBINGO!4（2015年10月16日） - EAN 4988021729734。
- 橋本奈々未（2015年10月28日） - EAN 4988009116761。
- 悲しみの忘れ方 Documentary of 乃木坂46（2015年11月18日） - EAN 4988104099327。
- 花燃ゆ 完全版 第弐集（2015年12月16日） - EAN 4988013413283。
- 初森ベマーズ（2016年1月20日） - EAN 4988104099433。
- NOGIBINGO!5（2016年2月19日） - EAN 4988021729871。
- 橋本奈々未（2016年3月23日） - EAN 4988009125503。
- 乃木坂46 3rd YEAR BIRTHDAY LIVE 2015.2.22 SEIBU DOME（2016年7月6日） - EAN 4988009129518。
- NOGIBINGO!6（2016年9月30日） - EAN 4988021714662。
- 乃木坂46 橋本奈々未の恋する文学 -冬の旅-（2016年12月20日） - EAN 4560434565606。
- 乃木坂46 橋本奈々未の恋する文学 -夏の旅-（2017年2月17日） - EAN 4560434566139。
- 乃木坂46 4th YEAR BIRTHDAY LIVE 2016.8.28-30 JINGU STADIUM（2017年6月28日） - EAN 4547366310627。
- NOGIBINGO!7（2017年8月4日） - EAN 4988021715294。
- 乃木坂46 5th YEAR BIRTHDAY LIVE 2017.2.20-22 SAITAMA SUPER ARENA（2018年3月28日） - EAN 4547366344523。

## 出演

### テレビドラマ
- BAD BOYS J（2013年4月7日 - 6月23日、日本テレビ）由本久美 役[29]
- SUMMER NUDE（2013年7月8日 - 9月16日、フジテレビ）石狩清子 役[31]
- LOVE理論（2013年12月27日、テレビ東京） - 新垣結美 役[89]
- 初森ベマーズ（2015年7月11日 - 9月26日、テレビ東京）マルキュー 役[90]

### バラエティ
- ZIP!（2013年4月8日 - 2014年3月、日本テレビ）川柳女子・OL 役[30]
- NHK旭川開局80周年記念番組「旭川 お宝フィルムでQ」（2013年11月23日、NHK旭川放送局）[注 6]
- World Baseballエンタテイメント たまッチ!（2015年4月13日 - 2016年8月7日、フジテレビ）5代目アシスタント[35]

### その他のテレビ番組
- 天使のアングル（2014年7月21日、NHK総合）[92]
- 乃木坂46 橋本奈々未の恋する文学 -冬の旅-（2016年2月19日 - 3月18日、北海道文化放送）[93]
  - 第4回・第5回（2016年3月 - 、フジテレビオンデマンド）[94]
- 金曜eye 若輩者ではございますが...〜アラウンド20歳のリアル〜（2016年4月30日、NHK総合）司会[注 7][95]
- 乃木坂46 橋本奈々未の恋する文学 -夏の旅-（2016年10月28日 - 12月2日、北海道文化放送）[96]

### 映画
- 劇場版BAD BOYS J -最後に守るもの-（2013年11月9日、ショウゲート）由本久美 役[97]
- 超能力研究部の3人（2014年12月6日、BS-TBS）主演・木暮あずみ 役（秋元真夏、生田絵梨花とのトリプル主演）[98]

### ラジオ
- SCHOOL OF LOCK!（2015年4月20日 - 2017年2月23日、TOKYO FM）GIRLS LOCKS! 3週目パーソナリティー[99]

### PV
- fumika「Endless Road」（2014年4月30日、YOSHIMOTO R and C）[100]
- フジファブリック「Girl! Girl! Girl!」（2015年10月14日、ソニー・ミュージックレーベルズ）[注 8]

### ネット配信
- 24時間女優 -待つ女- 第7回 橋本奈々未×栢菅翼（2014年1月24日、ひかりTV）主演[102]
- 乃木坂46・橋本奈々未 MV初公開&写真集発売直前スペシャル（2017年2月16日、SHOWROOM）[103]

### イベント
- GirlsAward 2014 SPRING/SUMMER（2014年4月19日、国立代々木競技場第一体育館）[104]
- GirlsAward 2015 SPRING/SUMMER（2015年4月29日、国立代々木競技場第一体育館）[105]
- 未確認フェスティバル（2015年8月30日、新木場STUDIO COAST） - 初代応援ガール![106][107]
- ABE-GIG in日本武道館 〜10年に1度の大家族会議〜（2015年10月2日、日本武道館）[108]
- ジャンボクリスマスツリー ライトアップセレモニー（2015年11月1日、サッポロファクトリーアトリウム）[109]
- TGC CAMPUS 2016 Spring Edition supported by beachwalkers.（2016年5月21日、alife）[110][111]
- GirlsAward 2016 AUTUMN/WINTER（2016年10月8日、国立代々木競技場第一体育館）[112]

## 書籍

### 写真集
- 季刊 乃木坂 vol.3 涼秋（2014年9月4日、東京ニュース通信社）[113]
- やさしい棘（2015年8月28日、幻冬舎）ソロ写真集[114]
- 2017（2017年2月20日、小学館）ソロ写真集[115]
- 乃木撮（2018年6月26日、講談社）[116]

### 雑誌連載
- CanCam（2015年3月23日 - 2017年、小学館）専属モデル[117]

### 関連書籍
- 映画 超能力研究部の3人 公式ブック（2014年12月5日、講談社）[118]